# Xavier Abreu Sierra
Xavier Antonio Abreu Sierra (pronunciado Shavier) (Mérida, Yucatán; 11 de febrero de 1950) es un político mexicano, miembro del Partido Acción Nacional. Ha sido Presidente municipal de Mérida, Yucatán y fue el candidato de su partido al gobierno de Yucatán en las elecciones estatales de 2007. Fungió desde 2010 hasta 2013 como titular de la Comisión Nacional para el Desarrollo de los Pueblos Indígenas.

## Trayectoria
Xavier Abreu Sierra es licenciado en Administración de Empresas egresado de la Universidad Iberoamericana, miembro del PAN desde 1981, participó en la campaña a gobernador de Carlos Castillo Peraza en 1981, posteriormente fue presidente del Comité Municipal del PAN en Mérida de 1982 a 1984, diputado federal plurinominal a la LIII Legislatura de 1985 a 1988 y miembro de todos los ayuntamientos panistas de la capital del estado, el mismo electo Presidente Municipal de 1998 a 2001 y Secretario de Desarrollo Social de Yucatán en el gobierno de Patricio Patrón.
Se registró como precandidato del PAN al gobierno de Yucatán y compitió en la elección interna junto a Ana Rosa Payán y Luis Correa Mena, el 17 de diciembre de 2006 se llevó a cabo la elección interna en la que oficialmente fue elegido candidato, sin embargo sus dos opositores se negaron a reconocer la victoria e impugnaron el resultado, finalmente el comité ejecutivo nacional desechó la impugnación presentada a su elección y el 21 de enero de 2007 Xavier Abreu rindió protesta formal como candidato del PAN a Gobernador de Yucatán.
El 21 de mayo de 2007, al cierre del Programa de Resultados Electorales Preliminares, se encontraba siete puntos abajo de la candidata del PRI, por lo que públicamente aceptó su derrota, reconociendo el triunfo de Ivonne Ortega Pacheco, en las elecciones por la gubernatura.
El 23 de diciembre de 2009 el presidente Felipe Calderón lo designó director general de la Comisión Nacional para el Desarrollo de los Pueblos Indígenas, entrando a ejercer su cargo el 1 de enero de 2010.